# Bremsschwelle

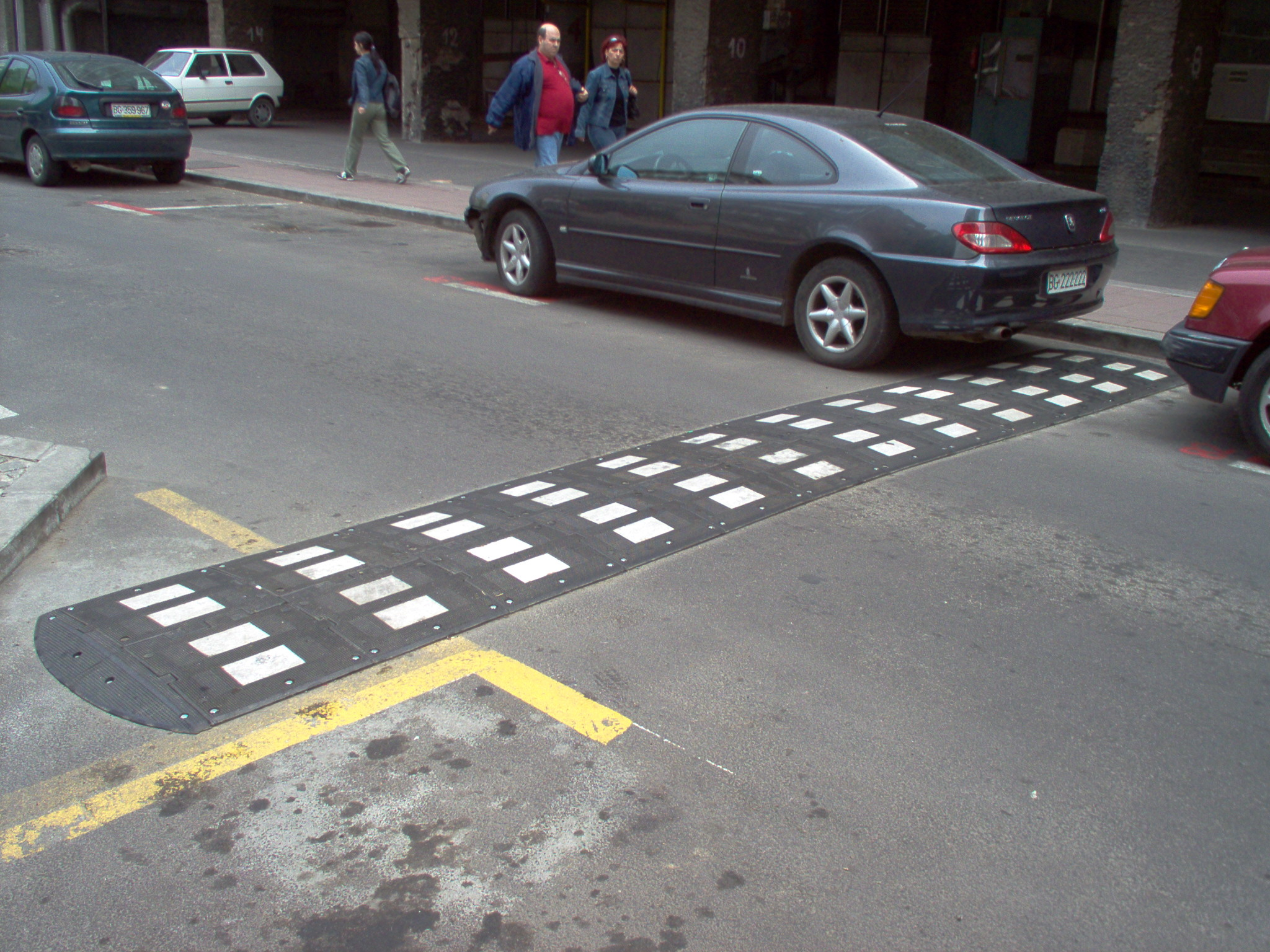
Kreissegmentschwelle

Eine Bremsschwelle, im Duden Rüttelschwelle, in Österreich Schwelle, ist eine quer zur Fahrtrichtung angeordnete bauliche Erhebung auf der Fahrbahn, die vorrangig Autofahrer veranlassen soll, ihre Geschwindigkeit zu verringern („Geschwindigkeitshemmer“). Sie dient damit der Verkehrsberuhigung. „Bremsschwellen“ im weiteren Sinne gibt es in verschiedenen Bauarten, als Kreissegmentschwelle, in Form runder Teller, als kissenartige Schwelle oder als plateauförmige Aufpflasterung.

## Geschichte
Bereits Mitte der 1970er Jahre experimentierte man in Deutschland mit Bodenschwellen und orientierte sich dabei an den Erkenntnissen aus den Niederlanden. Die dort bereits verwendeten Delfter Hügel bzw. Delfter Schwellen sollten auch in deutschen Wohngebieten den Fahrzeugverkehr wirksam verlangsamen. Im Jahr 1988 wurden auch in Krefeld im Rahmen eines Versuchprojektes Bremsschwellen erfolgreich erprobt und auf diese Weise die so genannten Krefelder Kissen entwickelt.
Die seinerzeit in Berlin erprobten Berliner Kissen (Coussins berlinois) sind insbesondere in Frankreich beliebt. Damit werden kleinere Bremsschwellen bezeichnet, die von LKW und Radfahrern über- bzw. umfahren werden können.

## Begriffsbestimmungen
Für die Bezeichnung von Bremsschwellen haben sich im Laufe der Zeit und in Abhängigkeit von der Bauform und der Herkunft viele verschiedene Begriffe eingebürgert. So werden die Schwellen allgemein (auch auf fachlicher Ebene) häufig als Fahrbahnschwellen, Bodenschwellen, Tempo(hemm)schwellen bzw. Geschwindigkeitshügel oder Kreissegmentschwellen bezeichnet. In Abhängigkeit von ihrer Herkunft bzw. Verbreitung haben sich zudem die Begriffe Moabiter Kissen, Krefelder Kissen, Berliner Kissen, Kölner Teller oder Delfter Hügel etabliert. Diese Vielzahl an Begrifflichkeiten lässt sich auch in anderen Sprachen feststellen. Besonders häufig wird hier die Formulierung „schlafender“ bzw. „liegender Polizist“ (engl. sleeping policeman) verwendet. Aus dem Italienischen entlehnt wird diese Bezeichnung auch in Südtirol verwendet. Weitere Begriffe sind  Speedbump und Ralentisseur.

## Bauformen
Bremsschwellen lassen sich in folgende Bauformen unterscheiden.

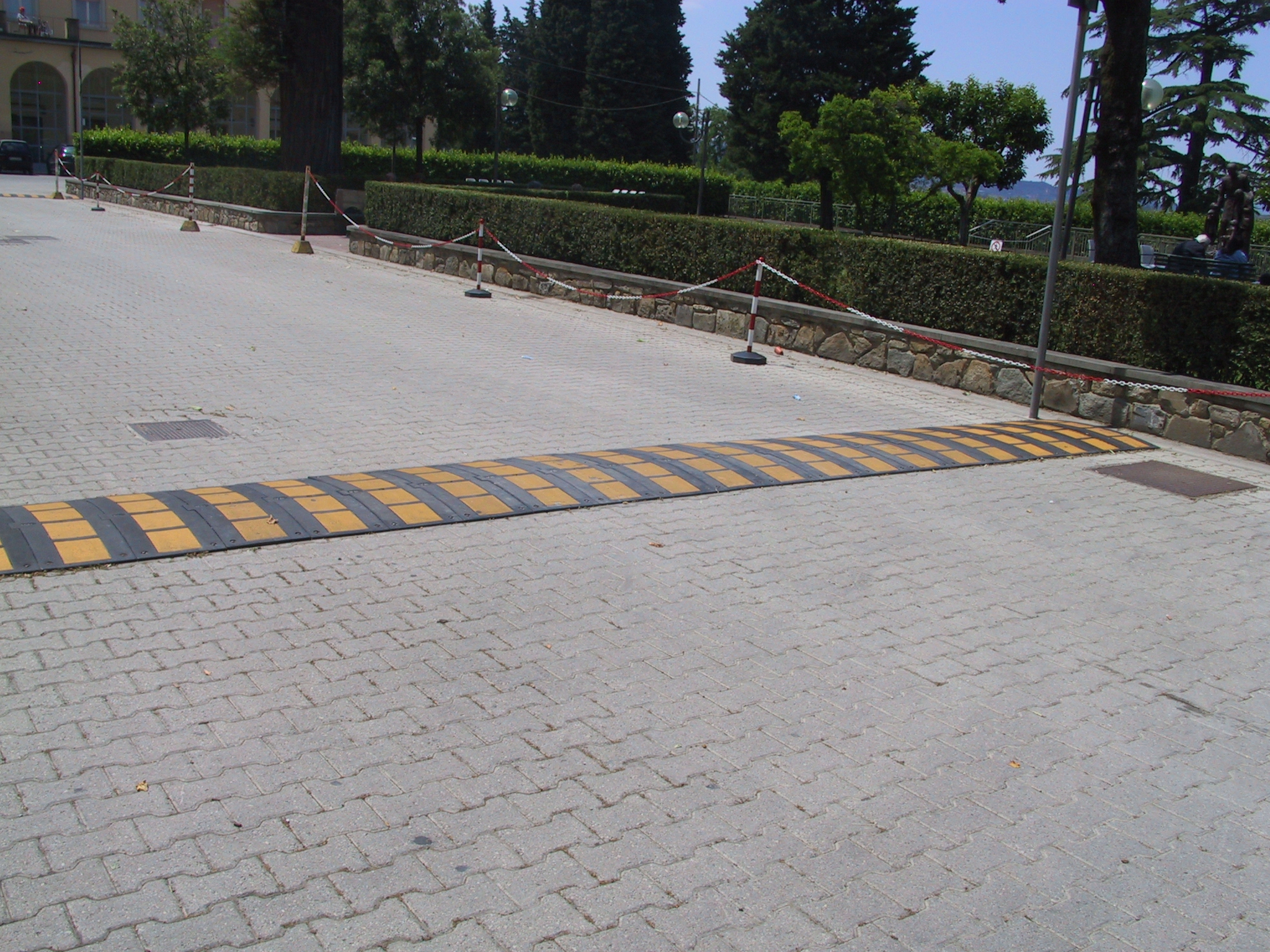
Kreissegmentschwelle
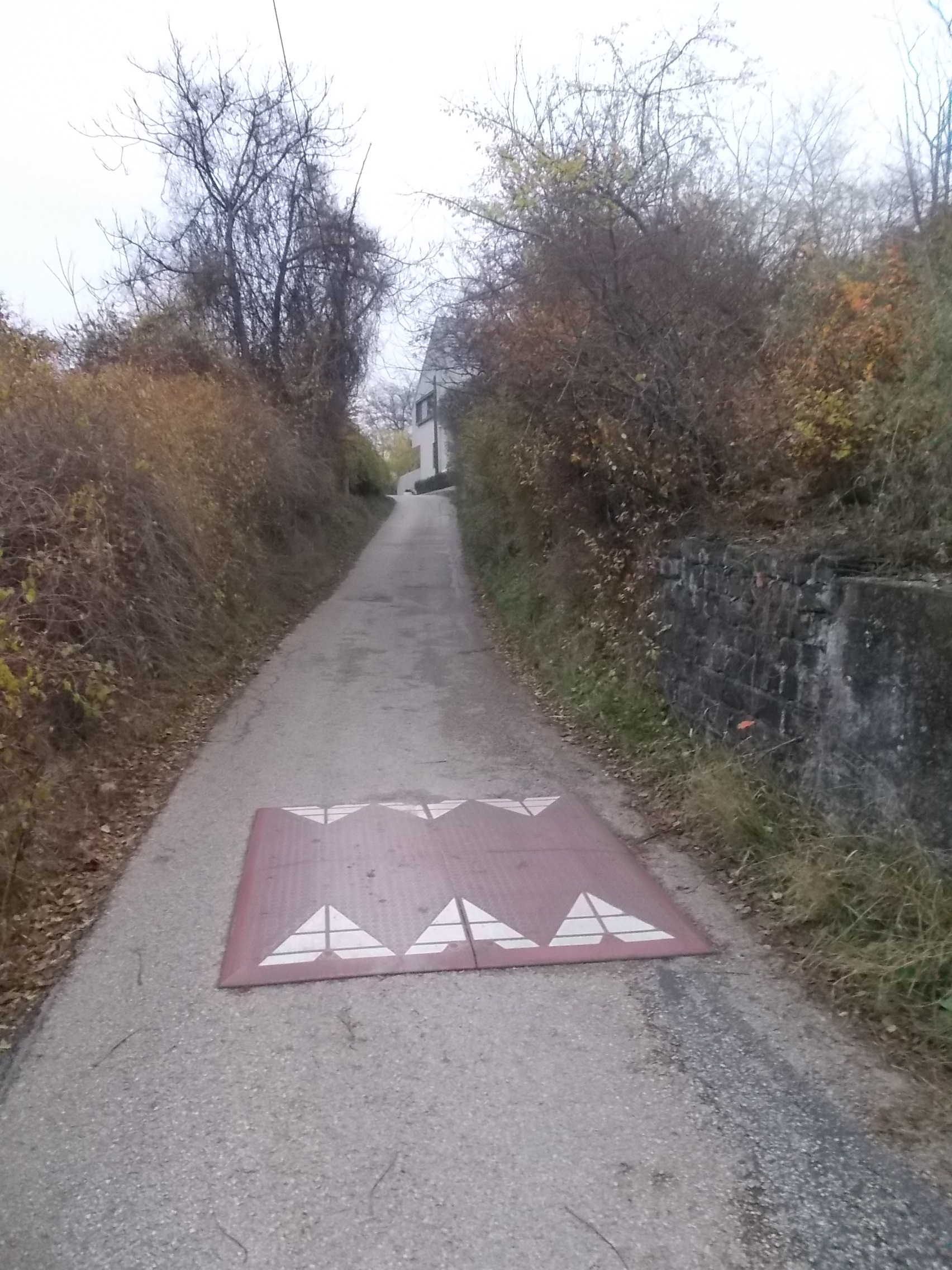
„Berliner Kissen“
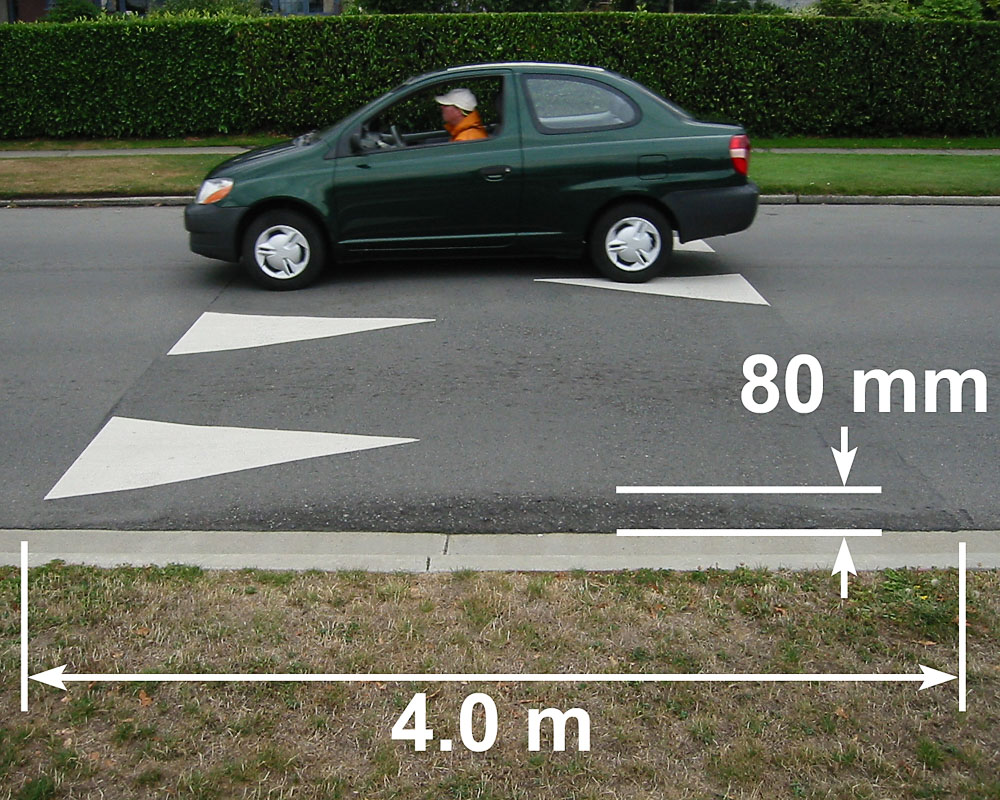
Asphaltierte Erhebung
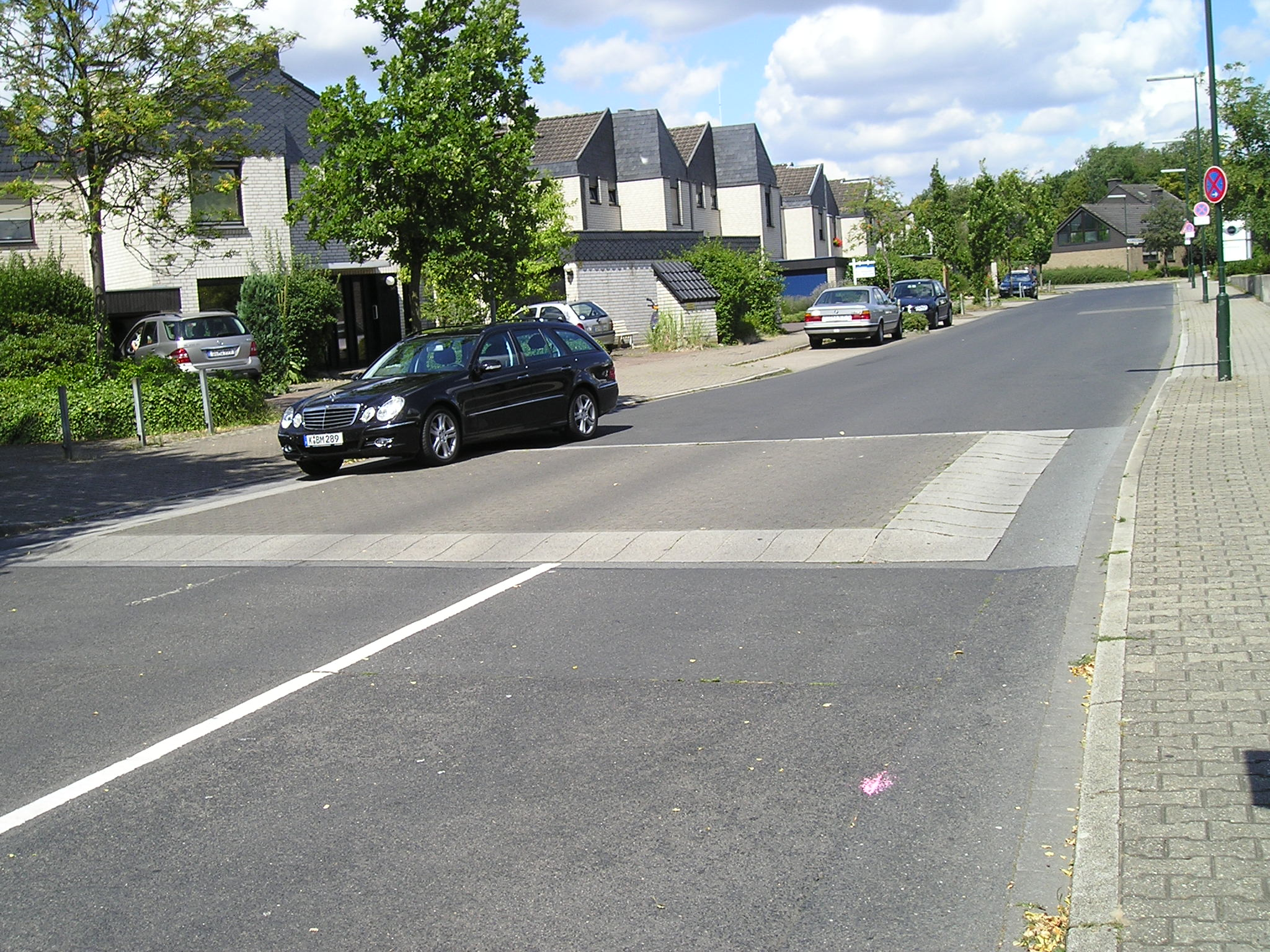
Plateauförmige bzw. kissenartige Schwelle
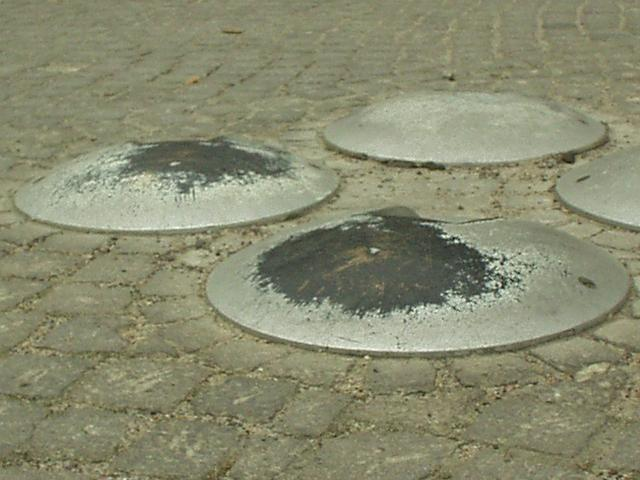
Runde Teller (Mehrfachanordnung), auch als „Kölner Teller“
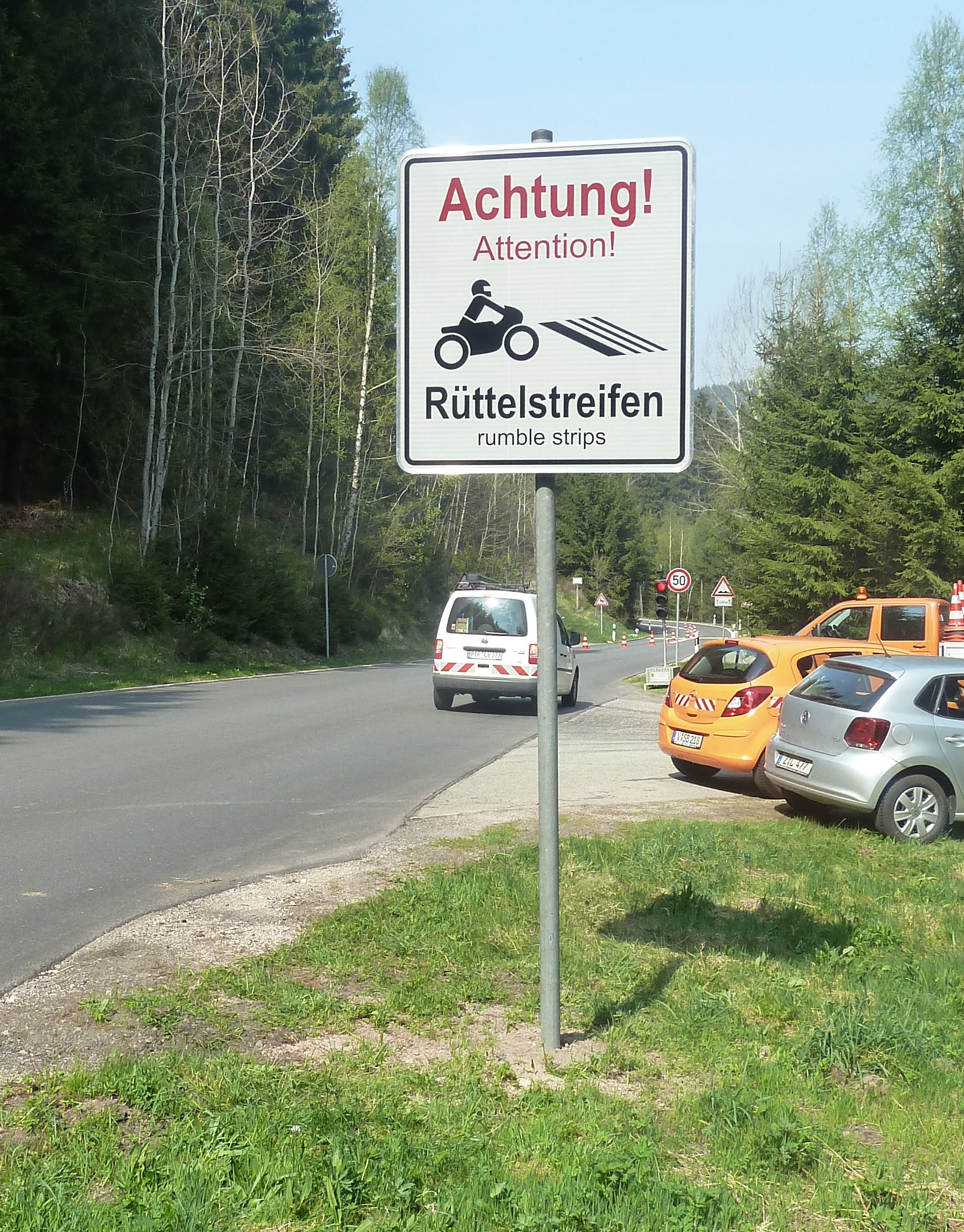
Linienförmige, parallel angeordnete Erhebungen
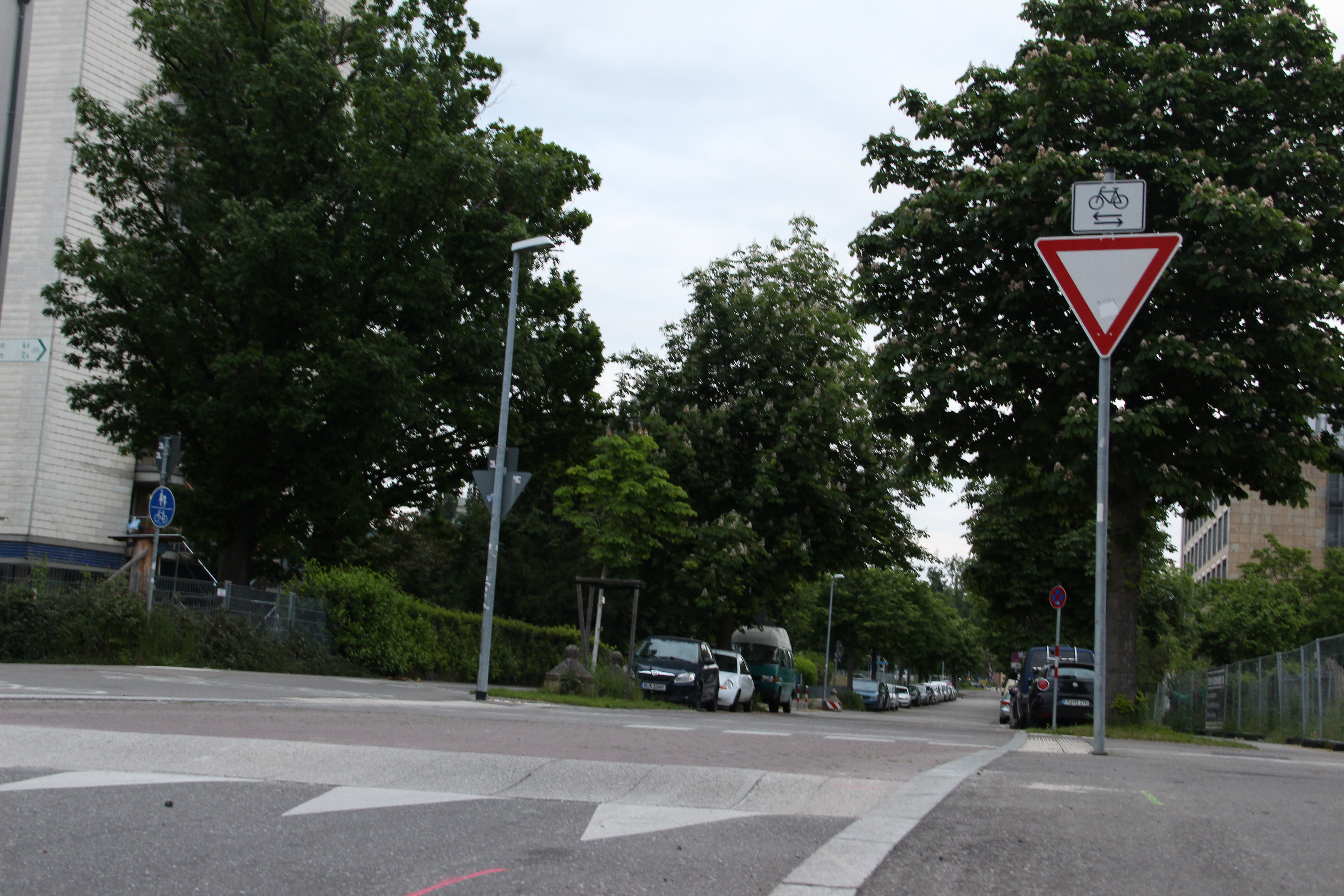
Bremsschwelle zur Vorfahrtsregelung des querenden Radverkehrs in Freiburg
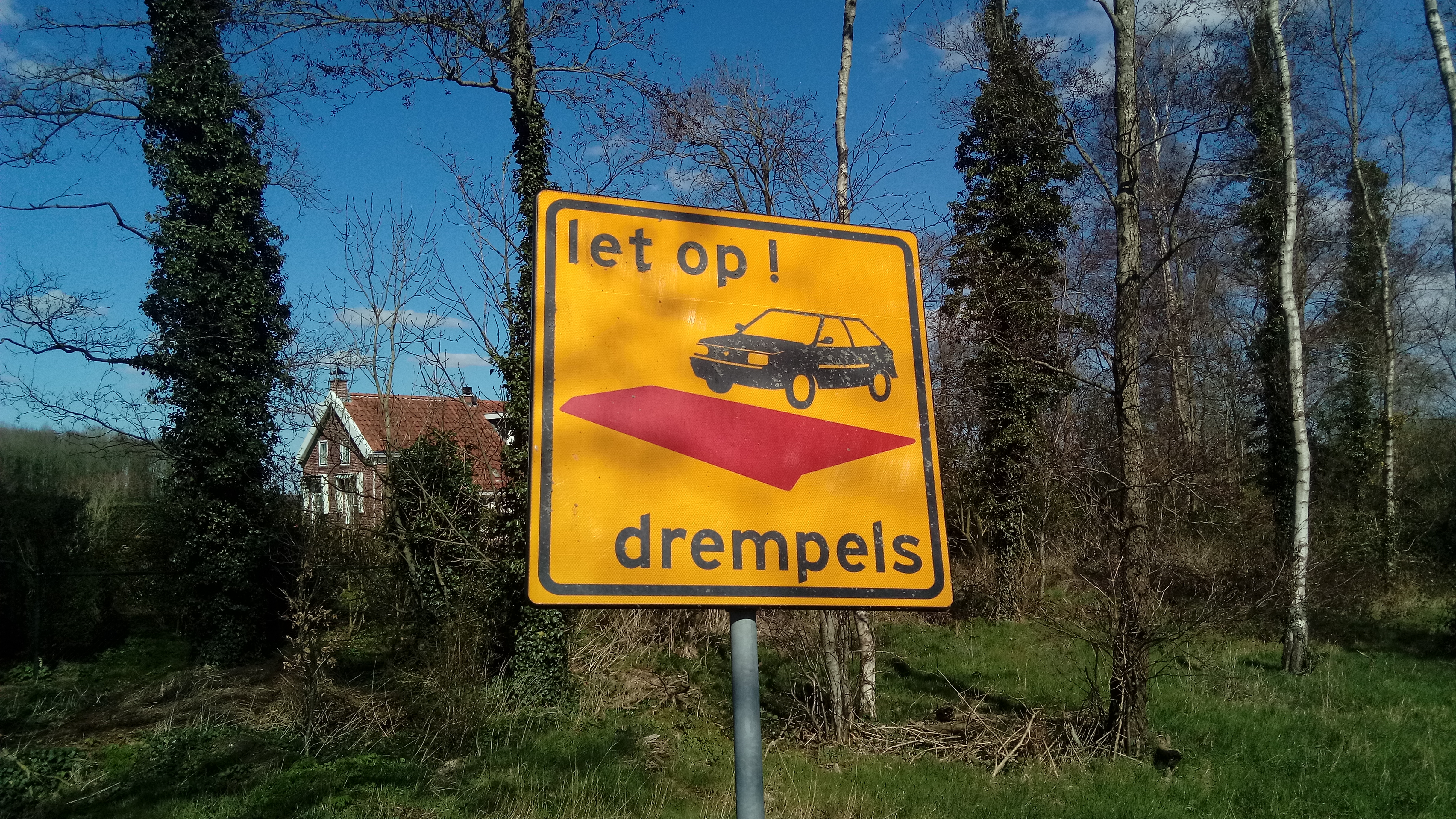
Warnschild "Let op! Drempels"

Neben den oben genannten Bauformen wurden auch Bodenschwellen entwickelt, die von schweren Fahrzeugen (wie etwa Bussen, LKW und Rettungsfahrzeugen) beim Überfahren herabgedrückt werden. PKWs können dagegen aufgrund ihres geringeren Gewichts die eingebauten Federn der Bodenschwelle nicht herunterdrücken.

## Kritik
Nach erfolgreicher Erprobung entwickelte sich die Bremsschwelle bei vielen Kommunen rasch zu einem wichtigen Instrument der Verkehrsberuhigung. Die daraufhin vielerorts errichteten Bremsschwellen erzielten jedoch häufig nicht die erhoffte Wirkung und wurden zum Teil wieder zurückgebaut.
Die Gründe für den Rückbau sind vielfältig. Die Bremsschwellen werden trotz Beschilderung von Fahrzeugführern und Radfahrern oftmals erst spät erkannt und der durch sie verursachte Stoß wird auch bei niedrigen Geschwindigkeiten als unangenehm empfunden. Von der Schwelle ist nicht nur der PKW-Verkehr betroffen, sondern alle Verkehrsteilnehmer (z. B. Radfahrer, Busse, Rettungs- und Winterdienstfahrzeuge). Die angestrebte Lärm- und Schadstoffverringerung tritt in vielen Fällen nicht ein, da die Fahrzeugführer vor der Schwelle abbremsen und dahinter wieder beschleunigen (unstetige Fahrweise). Des Weiteren kann es zu ungewünschten Verkehrsverlagerungen kommen, da die Fahrzeugführer die mit Bremsschwellen ausgestattete Straße meiden und auf andere Straßen ausweichen (Schleichverkehr). Insbesondere kurze Schwellen können beim Überfahren zu Schäden am Fahrzeug führen. Die Folge sind Schadenersatzforderungen, die in vielen Fällen erfolgreich durchgesetzt werden.
Aufgrund der vorgenannten Gründe wird der Einsatz von Bremsschwellen eingehend geprüft. Es hat sich die Meinung durchgesetzt, dass diese nur bei geringem Verkehrsaufkommen und zur Unterstützung weiterer verkehrsberuhigender Maßnahmen verwendet werden sollten.
Auch werden Maßnahmen zur Verkehrsberuhigung gelegentlich zum Ziel von Vandalismusattacken.

## Gefahren
Für Fahrradfahrer und Motorradfahrer stellen die Bremsschwellen eine Sturzgefahr dar. Nach Ansicht des Allgemeinen Deutschen Fahrradclubs (ADFC) muss auf der Fahrbahn genügend Platz für Fahrradfahrer sein, um daran vorbeizukommen. In Heidelberg kam es zu einem tödlichen Fahrradunfall, als ein 41-Jähriger über die „Kölner Teller“ fuhr und mit dem Kopf gegen den Sockel einer Mauer prallte. Daraufhin erhielten drei Mitarbeiter des städtischen Amtes für Verkehrsmanagement eine Verwarnung mit Strafvorbehalt. Aufgrund der Gefahren, die von den Bremsschwellen ausgehen, werden vom Hersteller Sicherungsmaßnahmen empfohlen.

## Ähnliche Einrichtungen
- Actibump, ein aktives System, das erst bei überhöhter Geschwindigkeit aktiviert wird
- Warnschwelle (Arbeitsstellensicherung), eine mobile Schwelle zur Baustellensicherung